# Municipio de Fairmount (condado de Leavenworth)
El municipio de Fairmount (en inglés: Fairmount Township) es un municipio ubicado en el condado de Leavenworth en el estado estadounidense de Kansas. En el año 2010 tenía una población de 8788 habitantes y una densidad poblacional de 86,3 personas por km².

## Geografía
El municipio de Fairmount se encuentra ubicado en las coordenadas 39°8′0″N 94°56′33″O / 39.13333, -94.94250. Según la Oficina del Censo de los Estados Unidos, el municipio tiene una superficie total de 101.83 km², de la cual 101.43 km² corresponden a tierra firme y (0.39%) 0.4 km² es agua.

## Demografía
Según el censo de 2010, había 8788 personas residiendo en el municipio de Fairmount. La densidad de población era de 86,3 hab./km². De los 8788 habitantes, el municipio de Fairmount estaba compuesto por el 94.79% blancos, el 1.75% eran afroamericanos, el 0.39% eran amerindios, el 0.43% eran asiáticos, el 0.01% eran isleños del Pacífico, el 0.59% eran de otras razas y el 2.04% pertenecían a dos o más razas. Del total de la población el 3.06% eran hispanos o latinos de cualquier raza.